# Rangaswamy Narasimhan
Rangaswamy Narasimhan (Chennai, 17 de abril de 1926 – Bangalore, 3 de setembro de 2007) foi um cientista da computação e pioneiro da computação na Índia.

## Vida
Narasimhan estudou no College of Engineering, Guindy, da Universidade de Madras e no Instituto de Tecnologia da Califórnia (Caltech), onde obteve um mestrado em eletrotécnica, com um doutorado em matemática na Universidade de Indiana Bloomington. A partir de participou no desenvolvimento do primeiro computador indiano no Tata Institute of Fundamental Research, convidado por Homi Jehangir Bhabha.
De 1961 a 1964 esteve na Universidade de Illinois em Urbana-Champaign e construiu depois no Instituto Tata o National Centre for Software Technology, a partir de 2003 denominado Centre for Development of Advanced Computing, C-DAC.
Recebeu o Padma Shri em 1977.
Foi palestrante convidado do Congresso Internacional de Matemáticos em Estocolmo (1962).

## Publicações
- Modeling Language Behaviour, Springer 1981
- Language Behaviour: Acquisition and Evolutionary History, Sage Publ. 1998
- Characterising Literacy: A Study of Western and Indian Literacy Experiences, Sage Publ. 2004
- Artificial Intelligence and the Study of Agentive Behaviour, Tata-McGraw Hill 2004